# Коняев, Андрей Михайлович
Родился 1 июля 1781 г. в Твери, в купеческой семье. Купец 1-й гильдии. Торговал хлебом и хмелем. В Твери имел каменный дом и лавку.
В структурах городского управления занимал должности:
1818—1821 гг. — депутат в квартирной комиссии;
1824—1827 гг. — бургомистр в городском магистрате.
В 1830 г. был избран тверским городским главой на трёхлетний срок — с 4 марта 1830 по 17 января 1833 гг.
Супругу Коняева А. М. звали Ульяна Григорьевна. Дети Арсений, Михаил, Алексей и Николай. Сын Арсений в 1860-1863 гг. также занимал должность городского главы.
Скончался в 1844 г.